# Anna Guglielmo
Anna Guglielmo (1948) es una botánica, taxónoma, conservadora, y exploradora italiana.

## Carrera
En 1970, obtuvo la licenciatura en Ciencias Naturales por la Universidad de Catania, 110/110 cum laude.
Desde 1984, desarrolla actividades académicas y científicas en el Departamento de Ciencias Biológicas, Geológicas y Ambientales, de la Universidad de Catania.
Es autora en la identificación y nombramiento de nuevas especies para la ciencia, a abril de 2016, posee catorce registros de especies nuevas para la ciencia, especialmente de la familia de las alliáceas, y con énfasis del género Allium, publicándolos habitualmente en Inform. Bot. Ital., Bocconea, Taxon, Boll. Accad. Gioenia Sci. Nat. Catania (véase más abajo el vínculo a IPNI)

## Algunas publicaciones
- anna Guglielmo, pietro Pavone, cristina Salmeri. 2010. Palms. Publicada en la web, en inglés, tradujo Maria Grazia Nicolosi.
- --------------, --------------, g. Spampinato, v. Tomaselli, a. Trigilia. 2004. Analisi della flora e della vegetazione delle aree archeologiche del territorio di Siracusa finalizzata alla valorizzazione dei manufatti architettonici. Atti Congr. Soc. It.Fitosociologia: 16. Roma
- salvatore Brullo, anna Guglielmo, pietro Pavone, cristina Salmeri, maria-carmen Terrasi. 2003. Three new species of Allium Sect. Codonoprasum from Greece. Pl. Biosyst. 137: 131-140.
- --------------, --------------, --------------, --------------. 2003. Considerazioni citotassonomiche e filogenetiche su alcune specie a fioritura autunnale di Allium sez. Codonoprasum dell’area mediterranea. Atti 98° Congr. Soc. Bot. Ital.: 15-16. Catania
- --------------, --------------, --------------, --------------. 2001. Cytotaxonomical notes on some rare endemic species of Allium (Alliaceae) from Greece. Caryologia 54 (1): 37 - 57.
- --------------, --------------, --------------, ---------------. 2001. Osservazioni tassonomiche e cariologiche sulle specie del ciclo di Allium paniculatum L. in Italia. Inform. Bot. Ital. 33 (2): 500 - 506.
- --------------, anna Guglielmo, maria-carmen Terrasi. 1998. Notes on Allium rhodopeum (Alliaceae), a negleted species from the E Mediterranean area. Pl. Biosyst. 132: 63 - 69.
- --------------, --------------, pietro Pavone, Fabrizio Scelsi, maria-carmen Terrasi. 1996. Cytotaxonomic consideration of Allium fuscum Waldst. et Kit. (Liliaceae), a critical species of the European flora. Folia Geobotanica 31 (4): 465 - 472.
- pietro Pavone, anna Guglielmo. 1992. L’Orto Botanico dell’Università di Catania. En: Orti botanici, Giardini alpini, Arboreti italiani; F. M. Raimondo (ed.) Palermo.
- anna Guglielmo, pietro Pavone. 1981. La collezione di piante succulente dell’Orto Botanico dell’Università di Catania. Il Naturalista Siciliano IV, 5 (1-2): 1 - 20, Palermo.

### Cap. de libros
- L'approccio multidisciplinare allo studio e alla valorizzazione dei Beni Culturali. Actas del workshop Siracusa, 28–29 de octubre de 2005.
  - anna Guglielmo, pietro Pavone, giovanni Spampinato, valeria Tomaselli. 2005. Analisi della flora e della vegetazione delle aree archeologiche della Sicilia orientale finalizzata alla tutela e valorizzazione dei manufatti architettonici (p. 226 - 228)

- - --------------, --------------, cristina Salmeri. Su alcuni giardini storici della Sicilia Orientale (p. 229 - 244)

## Reconocimientos
- vicedirectora del Jardín botánico de la Universidad de Catania[5][6]

## Membresías
- Società Botanica Italiana.[7]